# Buynaksky (huyện)
Huyện Buynaksky (tiếng Nga: ? райо́н) là một huyện hành chính tự quản (raion), của Dagestan, Nga. Huyện có diện tích 1840 kilômét vuông. Trung tâm của huyện đóng ở Buynaksk.